# Astrochemie
Astrochemie ist die Untersuchung von Molekülen im Universum, deren Vielfalt, deren Reaktionen und deren Wechselwirkung mit Strahlung.

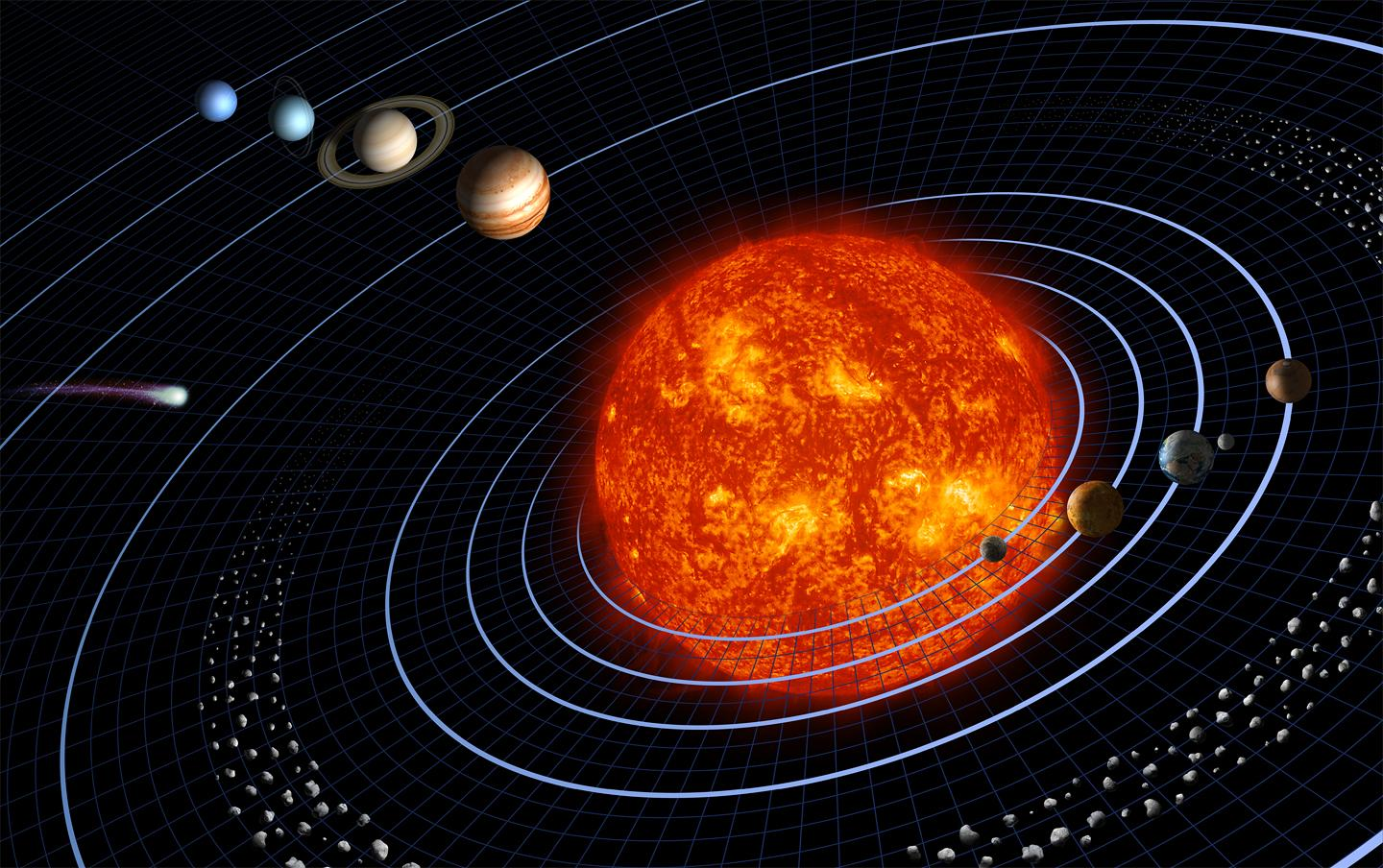
Sonnensystem (nicht maßstabsgetreu)

Die Disziplin ist eine Schnittmenge von Chemie und Astronomie. Die Astrochemie beinhaltet sowohl das Sonnensystem als auch das interstellare Medium. Die Untersuchung der Elemente und Isotopenverhältnisse in Objekten des Sonnensystems, wie Meteoriten, nennt man Kosmochemie, während die Untersuchung der interstellaren Atome und Moleküle und deren Wechselwirkung mit Strahlung meist zur molekularen Astrophysik gezählt wird. Die Bildung, die atomare und chemische Zusammensetzung und die Entwicklung molekularer Wolken ist von besonderem Interesse, da aus diesen Wolken Sonnensysteme entstehen können.

## Geschichte
Als ein Zweig der beiden Disziplinen Astronomie und Chemie ergab sich die Geschichte der Astrochemie als Teilgebiet der Geschichte beider Fächer. Die Entwicklung der experimentellen Spektroskopie erlaubt die Aufzeichnung einer wachsenden Anzahl Moleküle im Sonnensystem und im umgebenden interstellaren Medium. Gleichzeitig mit der steigenden Anzahl an charakterisierten chemischen Molekülen wuchs – aufgrund der Fortschritte in Spektroskopie und anderen Techniken – die Größe und der Umfang der astrochemische Studien des chemischen Universums.

### Geschichte der Spektroskopie
Beobachtungen solarer Spektren, wie sie von Athanasius Kircher (1646), Jan Marek Marci (1648), Robert Boyle (1664) und Francesco Maria Grimaldi (1665) durchgeführt wurden, gingen alle der Arbeit Newtons 1666 voraus, der das natürliche Spektrum des Sonnenlichts entdeckte und das erste optische Spektrometer baute. Spektroskopie wurde anfangs als astronomische Technik verwendet mit Experimenten von William Hyde Wollaston, der das erste Spektrometer baute, mit dem er die Spektrallinien der Sonnenstrahlen präsentieren konnte. Diese Spektrallinien wurden später von Josef von Fraunhofer charakterisiert.
Als erstes wurde Spektroskopie verwendet, um unterschiedliche Materialien zu unterscheiden, nach Charles Wheatstones (1835) Beobachtungen über die Atomemissionsspektroskopie, dass verschiedene Metalle unterschiedliche Emissionsspektren haben. Diese Beobachtung wurde später ausgebaut von
Léon Foucault, der 1849 zeigte, dass dieselben Absorptions- und Emissionslinien von demselben Material bei unterschiedlichen Temperaturen resultieren. Dasselbe wurde unabhängig von Anders Jonas Ångström 1853 in seiner Arbeit „Optiska Undersökningar“ postuliert, wo er aussagte, dass leuchtende Gase Lichtstrahlen derselben Frequenz emittieren, wie das Licht, das sie absorbieren.
Diese spektroskopischen Daten waren von Bedeutung nach Johann Balmers Beobachtung, dass Spektrallinien, die von Wasserstoffproben ausgesendet werden, einer einfachen empirischen Regel folgen, die Balmer-Serie genannt wird. Diese Serie ist ein Spezialfall der mehr generellen Rydberg-Formel, entwickelt von Johannes Rydberg 1888, die dazu dient, die Spektrallinien von Wasserstoff zu beschreiben. Rydbergs Arbeiten auf der Basis dieser Formel ermöglichten die Berechnung von Spektrallinien für viele verschiedene chemische Experimente. Die Bedeutung dieser Theorie bildet die Basis dafür, dass Ergebnisse der Spektroskopie die Grundlage für die Quantenmechanik werden konnten, da sie einen Vergleich zwischen gemessenen atomaren und molekularen Emissionsspektren und im Voraus (a priori) berechneten Werten ermöglichte.

### Geschichte der Astrochemie
Während die Radioastronomie, die auf der Aufzeichnung von Radiowellen beruht, in den 30er Jahren entwickelt wurde, gab es erst ab 1937 den Beweis für die Existenz von interstellaren Molekülen. Bis zu diesem Zeitpunkt glaubte man, dass nur atomare chemische Spezies im interstellaren Raum existieren. Diese Entdeckung von Molekülen wurde 1940 bestätigt, als A. McKellar spektroskopische Linien unidentifizierten Radiobeobachtungen von CH und CN Molekülen im interstellaren Raum zuordnen konnte. In den 30 folgenden Jahren wurde eine kleine Auswahl anderer Moleküle im Weltraum entdeckt: das wichtigste: OH, entdeckt im Jahre 1963 und als bedeutende Quelle für interstellaren Sauerstoff erkannt, und H2CO (Formaldehyd), entdeckt im Jahre 1969 und als bedeutend eingeordnet, da es das erste beobachtete organische polyatomare Molekül im interstellaren Raum ist.
Die Entdeckung von interstellarem Formaldehyd – und später anderer Moleküle mit potentieller biologischer Bedeutung, wie Wasser oder Kohlenmonoxid – wird als Beweis für abiogenetische Theorien des Lebens angesehen: besonders Theorien, die behaupten, dass die molekularen Grundkomponenten des Lebens von außerirdischen Quellen stammen. Das hat die andauernde Suche nach biologisch bedeutsamen interstellaren Molekülen zur Folge, so z. B. wurde interstellares Glycin im Jahre 2009 gefunden; – oder die Suche nach Molekülen, die biologisch relevante Eigenschaften wie Chiralität besitzen, wie beispielsweise Propylenoxid, das 2016 gefunden wurde, – begleitet von Grundlagenforschung im Bereich Astrochemie.

## Spektroskopie

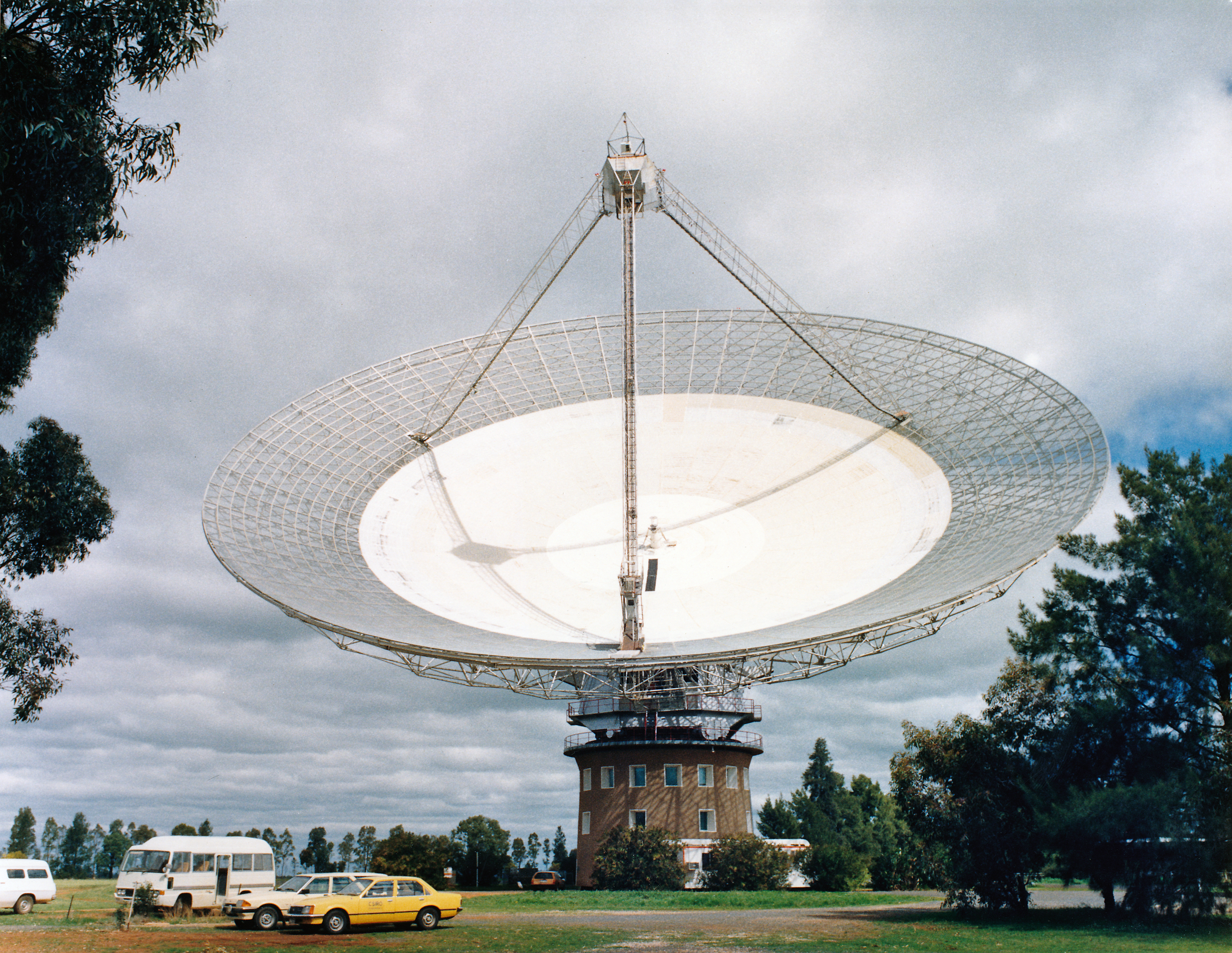
CSIRO ScienceImage 11144 Parkes Radio Telescope

Ein besonders wichtiges experimentelles Werkzeug in der Astrochemie ist die Spektroskopie und die Anwendung von Teleskopen, um Absorption und Emission von Licht von Molekülen und Atomen in verschiedenen Umgebungen zu messen. Durch den Vergleich von astronomischen Beobachtungen mit Laborexperimenten können Astrochemiker die Anzahl, die chemische Zusammensetzung und die Temperaturen der Fixsterne und interstellaren Wolken bestimmen. Diese Möglichkeit ergibt sich dadurch, dass Ionen, Atome und Moleküle charakteristische Spektren haben: das bedeutet Absorption und Emission von bestimmten Wellenlängen des Lichts, auch außerhalb des für das menschliche Auge sichtbaren Bereichs. Die Messmethoden sind begrenzt auf verschiedene Wellenlängenbereiche, wie beispielsweise Radiowellen, Infrarotstrahlung, ultraviolette Strahlung... die nur bestimmte Spezies detektieren können, abhängig von den chemischen Eigenschaften der Moleküle. Formaldehyd war das erste im interstellaren Medium detektierte organische Molekül.
Die vielleicht stärkste Technik für die Detektion individueller chemischer Spezies ist die Radioastronomie, aus der die Detektion von über hundert interstellaren Spezies wie Radikale und Ionen, organische Verbindungen (d. h. Kohlenwasserstoffe wie Alkohole, organische Säuren, Aldehyde und Ketone) resultiert. Das bedeutendste interstellare Molekül, das aufgrund seines Dipols am einfachsten mit Radiowellen zu detektieren ist, ist CO (Kohlenmonoxid). In der Tat ist Kohlenmonoxid so ein charakteristisches interstellares Molekül, dass es verwendet wird, um Molekül-Regionen aufzuspüren. Die wahrscheinlich für den Menschen wichtigsten Spezies, die mit Radiowellen beobachtet wurde, ist das interstellare Glycin, die einfachste Aminosäure.
Darüber hinaus sind diese Methoden blind für Moleküle ohne Dipolmoment. Zum Beispiel das häufigste Element des Universums, Wasserstoff (H2) ist für Radioteleskope unsichtbar, da es keinen Dipol hat. Außerdem kann die Methode keine Moleküle außerhalb der Gasphase detektieren. Wenn dichte Molekularwolken kalt sind, sind die meisten Moleküle gefroren, d. h. fest. Daher muss man diese Moleküle mit Licht anderer Wellenlänge beobachten. Wasserstoff ist sichtbar im UV-Bereich des Spektrums durch seine Emissions- und Absorptionslinie (Wasserstofflinie).
Darüber hinaus absorbieren und emittieren die meisten organischen Moleküle Licht aus dem Infrarot-Bereich (IR) des Spektrums, beispielsweise das Methan der Mars-Atmosphäre wurde entdeckt mit einem IR boden-basierten Teleskop, NASAs 3-Meter Infrarot-Teleskop auf Mauna Kea, Hawaii. Die Forscher der NASA verwenden das Luft-IR-Teleskop SOFIA und das Spitzer-Weltraumteleskop für ihre Beobachtungen, die Forschung und wissenschaftliche Arbeiten. Diese führten kürzlich zur Entdeckung des Methans in der Marsatmosphäre.

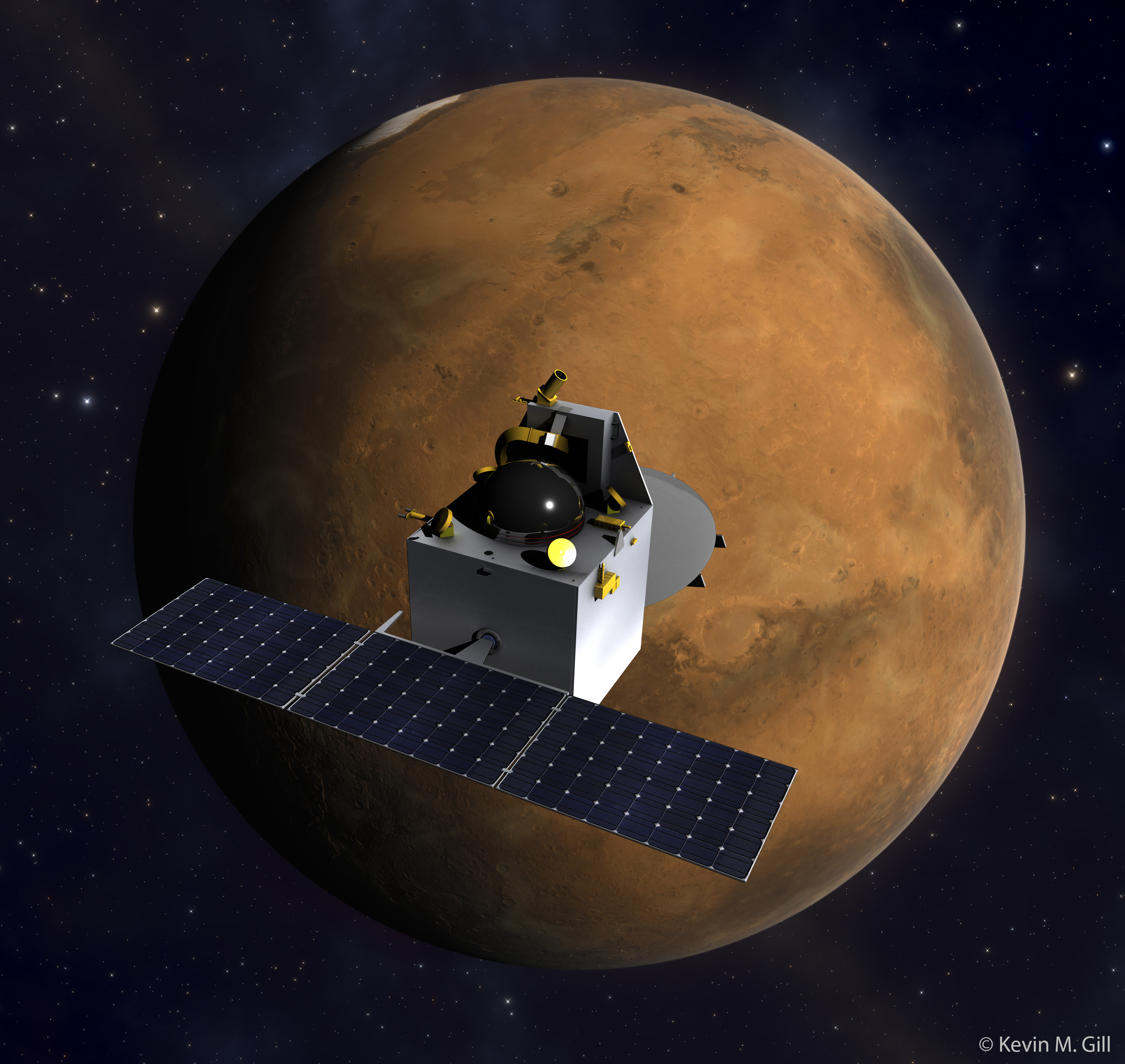
Mars Orbiter Mission Over Mars (15237158879)

Christopher Oze von der University of Canterbury in Neuseeland und seine Kollegen berichteten im Juni 2012, dass die Messung der Mengenverhältnisse an Wasserstoff und Methan in der Marsatmosphäre dazu beiträgt, herauszufinden, ob Leben auf dem Mars möglich ist. Nach Aussage der Wissenschaftler bedeuten niedrige Wasserstoff-/Methan-Verhältnisse (<40 %), dass Leben möglich ist.  Darüber hinaus berichteten andere Wissenschaftler kürzlich von Methoden, um Wasserstoff und Methan in extraterrestrischer Atmosphäre zu detektieren.
Die Infrarot-Astronomie hat gezeigt, dass das interstellare Medium eine Menge komplexer Gasphasen-Kohlenwasserstoffverbindungen, wie beispielsweise Polyaromatische Kohlenwasserstoffe (PACs) enthält. Diese Moleküle, größtenteils aus kondensierten Aromaten aufgebaut, sind vermutlich die häufigsten Kohlenstoffverbindungen in der Galaxie.
Sie sind auch die häufigsten Verbindungen in Meteoriten, Kometen, Asteroiden und kosmischem Staub. Diese Verbindungen, ebenso wie Aminosäuren und Nucleinbasen aus Meteoriten enthalten Deuterium und Isotope von Kohlenstoff, Stickstoff und Sauerstoff, die auf der Erde selten zu finden sind, was auf deren extraterrestrischen Ursprung hindeutet.
Man geht davon aus, dass PACs sich in der heißen Umgebung von Fixsternen (roten Riesen) bilden.
Infrarot-Astronomie wurde auch angewandt, um die Zusammensetzung von Feststoffen im interstellaren Medium zu untersuchen, wie beispielsweise Silikate, kerogen-ähnliche kohlenstoffreiche Feststoffe und Eis. Das liegt daran, dass im Gegensatz zu sichtbarem Licht, das gestreut oder absorbiert wird von Feststoffen, die IR-Strahlung die mikroskopisch kleinen interstellaren Partikel durchdringt, wobei aber die Absorption jeweils einer für die Zusammensetzung der Gesteinsbrocken spezifischen/charakteristischen Wellenlänge entspricht. Wie bei der oben genannten Radiowellenastronomie gibt es Grenzen, z. B. ist Stickstoff mit beiden Methoden schwierig zu detektieren.
Solche IR-Beobachtungen haben gezeigt, dass in dichten Wolken, wo genügend Partikel sind, um die Moleküle gegen UV-Strahlung abzuschirmen, eine dünne Eisschicht die Partikel überzieht, so dass Tieftemperatur-Chemie stattfinden kann. Da Wasserstoff das häufigste Molekül im Universum ist, wird die Chemie dieses Eises bestimmt durch die Chemie des Wasserstoffs. Wenn der Wasserstoff atomar vorliegt, kann er mit Sauerstoff-, Kohlenstoff- und Stickstoffatomen reagieren und Spezies wie H2O, CH4, und NH3 produzieren. Liegt er jedoch molekular als H2 vor und ist daher nicht so reaktiv, dann können andere Atome miteinander reagieren, so dass beispielsweise CO, CO2, CN entstehen. Diese Eisklumpen aus Molekülmischungen sind der UV-Strahlung und der kosmischen Strahlung ausgesetzt, woraus sich eine komplexe strahlungsabhängige Chemie ergibt. In photochemischen Laborexperimenten mit simplem interstellarem Eis ließen sich Aminosäuren herstellen. Die Ähnlichkeit zwischen interstellarem und kometischem Eis haben gezeigt, dass es einen Zusammenhang gibt zwischen interstellarer und Kometenchemie. Diese These wird gestützt durch die Resultate der Analysen von Kometen-Proben, die von der Stardust-Mission kamen, aber die Mineralien zeigten auch einen überraschenden Anteil an „Hochtemperaturchemie“ im solaren Nebel.

## Forschung

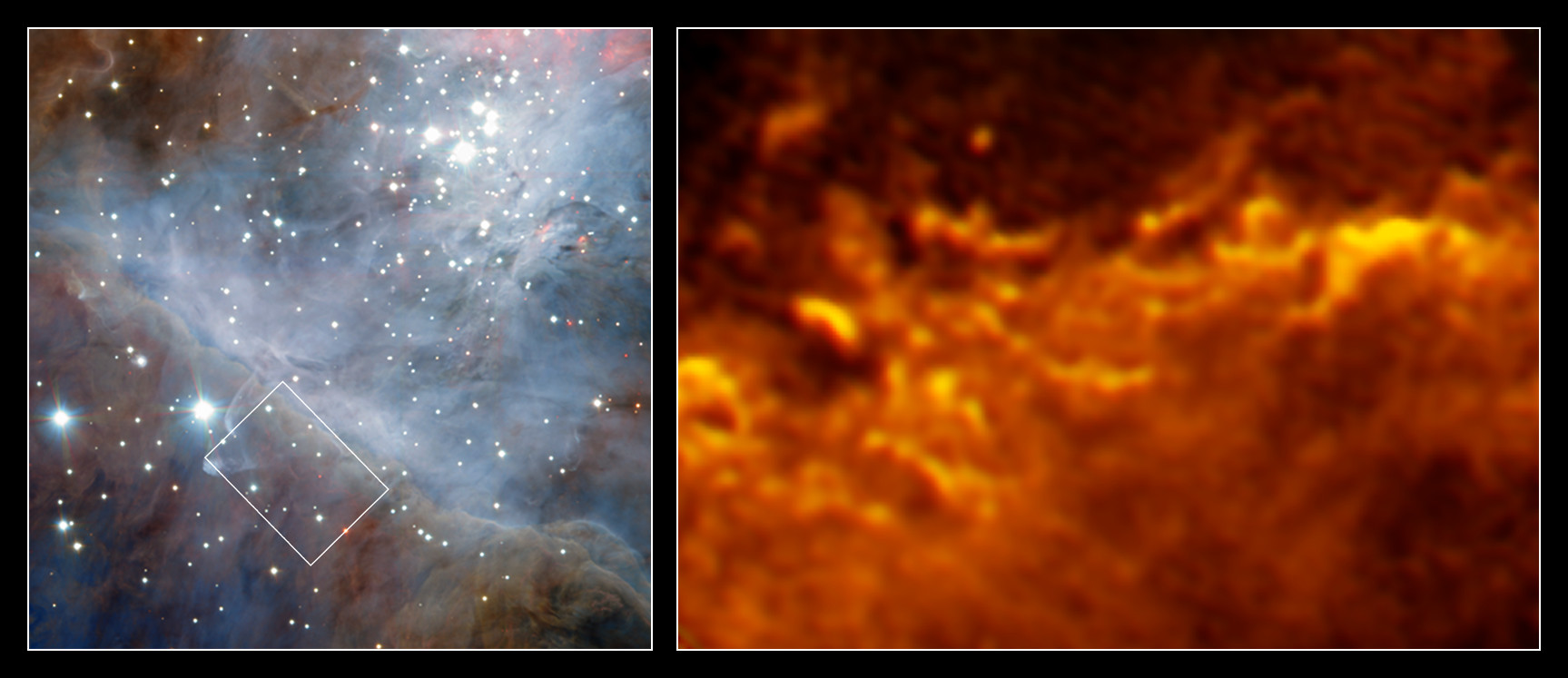
Übergang von atomarem zu molekularem Gas an der Grenzschicht des Orion-Nebels.

Die Forschung macht Fortschritte auf dem Gebiet der sich bildenden interstellaren und circumstellaren Moleküle und deren Reaktionen, z. B. die Astrochemie, die die Synthesewege von interstellaren Partikeln aufzeichnet.
Diese Forschung hat einen weitreichenden Einfluss auf das Verständnis von der Bildung von Molekülen in molekularen Wolken, die sich in unserem Sonnensystem befinden, wozu die Chemie der Kometen, Asteroiden und Meteoriten und des Weltraumstaubs, der täglich auf die Erde fällt, gehört.
Die Größe des interstellaren und des Interplaneten-Raumes führt zu manchen ungewöhnlichen chemischen Resultaten, da die Reaktionen auf einer langen Zeitskala stattfinden. Deswegen sind Moleküle und Ionen, die auf der Erde instabil sind, häufig im Weltraum zu finden, wie beispielsweise protonierter Wasserstoff, das H3+-Ion. Astrochemie überlappt mit Astrophysik und Nuklearphysik, indem sie die Kernreaktionen charakterisiert, die in Sternen stattfinden, als Folge der stellaren Evolution. In der Tat erzeugen die Nuklearreaktionen der Sterne jedes natürlich auf der Erde vorkommende Element. Da das Weltall expandiert und die Sterngeneration fortschreitet, wächst die Masse der neu gebildeten Elemente. Ein Stern der ersten Generation hat seinen Ursprung im Element Wasserstoff und produziert das Helium. Wasserstoff ist das häufigste Element und ist die Grundsubstanz für alle anderen Elemente, da es nur ein Proton besitzt. Die Gravitationskraft bewirkt eine Massenanziehung in die Mitte des Fixsterns und erzeugt Hitze und Druck, was eine Kernfusion bewirkt, bei der andere, schwerere Elemente entstehen. Kohlenstoff, Sauerstoff und Silikon sind Beispiele für Elemente, die aus der Fusion von Sternen entstanden sind. Erst nach mehreren Generationen sind Elemente wie Eisen und Blei entstanden.
Im Oktober 2011 berichteten Wissenschaftler vom kosmischen Staub, der organische Verbindungen (amorphe organische Feststoffe mit gemischten aromatisch-aliphatischen Strukturen) enthält, der von Fixsternen erzeugt wurde.
Am 29. August 2012 berichteten Astrochemiker der Universität Kopenhagen erstmals von der Entdeckung des Zuckermoleküls Glykolaldehyd in einem weit entfernten Sternsystem. Das Molekül wurde in der Nähe des Sterns „IRAS 16293-2422“, der ca. 400 Lichtjahre von der Erde entfernt ist, gefunden. Glykolaldehyd wird zum Aufbau von RNA (Ribonucleinsäure) gebraucht. Diese Entdeckung lässt vermuten, dass sich komplexe organische Moleküle in Sternsystemen vor der Entstehung der Planeten bilden.
Im September 2012 berichteten NASA-Wissenschaftler, dass polyaromatische Kohlenwasserstoffe, die den Bedingungen des interstellaren Mediums unterworfen wurden, sich durch Hydrierung, Oxygenierung und Hydroxylierung zu komplexeren organischen Molekülen umwandeln lassen, ein Schritt in Richtung Aminosäuren und Nucleinsäuren, den Ausgangssubstanzen für Proteine und DNA.
Darüber hinaus, als Resultat dieser Umwandlungen, verändern die polyaromatischen Kohlenwasserstoffe ihre typischen spektroskopischen Eigenschaften, was das Fehlen ihrer Detektion im interstellaren Eis und im kosmischen Staub erklärt, besonders in den kalten Regionen."
Im Februar 2014 kündigte die NASA den Aufbau einer Datenbank für Spektren an.
Den Wissenschaftlern zufolge ist 20 % des Kohlenstoffs im Weltraum in polyaromatischen Kohlenwasserstoffen enthalten, die die Grundlage für außerirdisches Leben bilden könnten.
Polyaromatische Kohlenwasserstoffe entstanden kurz nach dem Urknall (Big Bang), sind im Weltall weit verbreitet und verknüpft mit der Bildung neuer Sterne.
Am 11. August 2014 gaben Astronomen Studien heraus, die mit dem Atacama Large Millimeter/Submillimeter Array (ALMA) aufgezeichnet wurden, die eine detaillierte Verteilung von HCN, HNC, H2CO und Kometenstaub des Kometen C/2012 F6 (Lemmon) und des Kometen C/2012 S1 (ISON) zeigten.
Für die theoretischen Studien der chemischen Elemente und Moleküle im Weltraum entwickelte M.Yu. Dolomatov ein mathematisches Modell für die Verteilung der Molekülzusammensetzung in der interstellaren Umgebung, in dem er mathematische und physikalische Statistiken und Gleichgewichtsthermodynamik berücksichtigte.
Basierend auf diesem Modell schätze er die Ressourcen an lebenswichtigen Molekülen, Aminosäuren und Stickstoffbasen im interstellaren Medium. Die Möglichkeit der Bildung von Kohlenwasserstoffen ist gegeben.  Die Berechnungen untermauern die Hypothesen von Sokolov und Hoyl. Die Resultate wurden bestätigt durch astrophysikalische Forschung und Beobachtungen im Weltraum.
Im Juli 2015 berichteten Wissenschaftler von der Raumsonde Philae (Sonde), die auf der Oberfläche des Kometen 67/P landete, und bei Messungen mit COSAC und Ptolemy sechzehn organische Verbindungen (von denen vier erstmals auf einem Kometen entdeckt wurden, einschließlich Acetamid, Aceton, Methylisocyanat und Propionaldehyd) messen konnte.